# Факел (ядерний вибух)
«Факел» — кодова назва першого промислового ядерного вибуху на території Української РСР, здійсненого 9 липня 1972 року за 3 км від села Хрестище Красноградського району Харківської області 49°33′33″ пн. ш. 35°28′25″ сх. д. / 49.55917° пн. ш. 35.47361° сх. д. з метою закриття аварійного газового викиду. Енерговиділення вибуху — 3,8 кілотон.

## Опис
У 1968 неподалік від села Хрестище геологорозвідувальними роботами було виявлено велике газоконденсатне родовище, запаси якого оцінювалися в 300 мільярдів м³ природного газу. Вже до кінця 1971 на його території діяло 17 експлуатаційних бурових свердловин. Однак більшість свердловин працювали в умовах аномального внутрішньопластового тиску, який сягав понад 400 атмосфер. На експлуатаційній свердловині № 35 через незадовільне цементування напрямної колони[джерело?] на глибині 20 м відбулося позаколонне перетікання конденсату та його фонтанування. Закриття превентора результатів не дало. Фонтанування призвело до сильної пожежі (полум'я підіймалося над поверхнею землі на десятки метрів), згасити яку не вдавалося протягом майже року. Весь буровий комплекс було поступово поглинено величезним провалом. Враховуючи позитивний результат у застосуванні ядерного вибуху для гасіння газового факела, що горів три роки на родовищі Урта-Булак в Узбекистані (1966), вчені запропонували ліквідувати аварійну свердловину за допомогою підземного ядерного вибуху.
Постанову про застосування промислового ядерного вибуху для зупинки газового фонтану було підписано особисто Леонідом Брежнєвим і Олексієм Косигіним. Виконання вибуху доручили Міністерству середнього машинобудування СРСР. Жодну з військових частин, дислокованих в Українській РСР, не було залучено для виконання спецзавдання. Охорону місцевості навколо факела здійснювали війська КДБ і підрозділи МВС СРСР з Москви. Усі учасники експерименту дали підписку про нерозголошення протягом 15 років.
Підготовка до вибуху тривала 4 місяці й відбувалася в умовах найсуворішої таємності. З боку аварійної колони пробурили похилу свердловину завдовжки 2400 м і у вибій помістили спецзаряд — ядерний вибуховий пристрій. Від колони аварійної свердловини ядерний заряд відділяло 20 м породи. Прилеглу до факела територію було розділено на три кільцеві зони радіусом 3, 5 і 8 км. Внутрішнє кільце радіусом 400 м від епіцентру майбутнього вибуху обгородили як особливу зону і засипали шаром річкового піску товщиною 20 см. На межі кожної зони розмістили піддослідних тварин — курей, кіз і вулики з бджолами. Село Хрестище розташоване на відстані 2 км від епіцентру, траса Москва-Сімферополь — на відстані 8 км. Безпосередньо перед експериментом усіх людей вивезли за межі 8-кілометрової зони.
9 липня 1972 рівно о 10 годині ранку за місцевим часом ядерний пристрій здетонував. Через 20 секунд з аварійної свердловини на висоту 1 км вирвався потужний газовий фонтан, змішаний із породою, через хвилину утворилася характерна грибоподібна хмара ядерного вибуху. Експеримент не мав успіху: закрити викид за допомогою вибуху не вдалося. Газовий факел згасили через кілька місяців стандартними методами.
Люди повернулися у село через 30 хв після вибуху. Усі піддослідні тварини в спецзонах загинули. У селищі Першотравневе ударною хвилею вибило шибки з вікон, було зруйновано стіни будинків. Відновлення житла (коштом держави) тривало понад рік. Згодом усі мешканці селища Першотравневе отримали заново відбудовані будинки на місці зруйнованих.

## У мистецтві
Події літа 1972 зображені в оповіданні «Гены Гены. 1952—1974» (Входить до антології «ДНК». Харків: КСД, 2016, у співавторстві) українського співака та письменника Олександра Сидоренка (Фоззі).

## Інтернет-ресурси
- Хрестище. Перший промисловий ядерний вибух в Україні
- Перший підземний ядерний вибух в Україні: що було відомо про причину 50 років тому
- Хрестище. Ядерний вибух
- Таємна операція «Факел»: атомний вибух під Харковом на початку 70-х
- "Схитнулася земля двічі. Неприємно було": в українському селі підірвали ядерну бомбу – як там зараз живуть люди
- Відео